# Jamie Reuter
Jamie Reuter (1993) is een Nederlandse radio-dj bij NPO 3FM voor KRO-NCRV.

## Biografie
Reuter begon in 2019 als radio-dj op NPO 3FM waar ze een radioshow op het tijdslot 04:00 uur tot 06:00 uur voor haar rekening nam. In haar eerste jaar komt ze onder andere in actie voor de week tegen pesten. In augustus 2021 werd bekend dat PowNed terugkeerde met haar eigen radioprogramma op 3FM. Reuter ging verder onder de vlag van PowNed radio maken en tegelijkertijd ging zij als verslaggever voor PowNed aan de slag. In een van haar eerste reportages op Urk werd Reuter bekogeld met eieren en de microfoon uit haar handen geslagen. In 2023 maakte Reuter een parodie op het lied Shivers van Ed Sheeran. In 2024 besloot Reuter om te stoppen met haar nachtshow op 3FM. Vanaf 2025 vormt Reuter een duo met Wijnand Speelman in de ochtendshow van 3FM voor KRO-NCRV.

## 3FM Serious Request
Vanaf 2023 werd Reuter rondom 3FM Serious Request ingezet als verslaggeefster. In 2023 ging zij bij acties langs waarmee geld werd opgehaald voor ALS. Een jaar later was zij als verslaggeefster actief op het Rodetorenplein in Zwolle, waar dat jaar het Glazen Huis was te vinden. Hier deed zij mee aan allerlei acties die geld ophaalden voor Stichting Metakids, waaronder een zware work-out van de Special Forces waarmee zij duizenden euro's ophaalde.